# Batalla de Miles (36 aC)
|  | Per a altres significats, vegeu «Batalla de Miles (260 aC)». |

La batalla de Miles va tenir lloc l'any 36 aC, i va ser un dels combats navals que van tenir lloc durant la Guerra de Sicília (44 aC-36 aC).

## Antecedents
Sext Pompeu havia establert la seva base a Sicília. Va establir els seus quarters a Miles, Tíndaris, Messana i Siracusa, i finalment va ocupar tota l'illa. El governador (propretor) de Sicília, Aulus Pompeu Bitínic, li va entregar Messana a condició de repartir el govern de l'illa. També va rebre el suport de Quint Cornifici, governador de la província d'Àfrica. El domini d'aquestes províncies pels pompeians va afectar seriosament el subministrament de gra a Roma.
L'any 42 aC, Octavi va enviar a l'illa al seu legat Quint Salvidiè Rufus, que va aconseguir evitar els atacs de Sext a les costes italianes, però va ser derrotat a l'estret de Sicília quan va provar d'enfrontar-se a la flota pompeiana. Sext estava al cim del seu poder i es va fer dir fill de Neptú; llavors va fer matar el co-governador Bitínic, acusat d'una suposada conspiració i es va convertir en governador únic de l'illa. També dominava Sardenya i Còrsega. Mentre Octavi lluitava a Grècia contra els republicans, Pompeu va estar inactiu i això va ser un error fatal.
L'any 41 aC Octavi va estar ocupat amb la guerra de Perusa. Al començament del 40 aC, Marc Antoni va buscar l'aliança amb Pompeu i aquest va enviar forces a Itàlia, però les va haver de retirar quan es va produir la reconciliació entre els membres del Segon Triumvirat a Brundísium, que van decidir fer la guerra a Sext perquè aquest amb la seva flota interceptava tots els enviaments de gra procedents d'Egipte i les províncies orientals i havia produït l'escassetat a Roma. Això va fer que es desfermessin aldarulls demanant la pau amb Sext.
Octavi va considerar prudent fer el que el poble volia i amb la mediació de Luci Escriboni Libó, es va signar la pau a Misè l'any 39 aC, per la qual els triumvirs reconeixien a Sext les províncies de Sicília, Sardenya, Còrsega i Acaia, li prometien el consolat, el càrrec d'àugur i una indemnització per compensar la seva fortuna privada de disset milions i mig de denaris. A canvi Sext proveiria de gra a Itàlia i protegiria el comerç a la Mediterrània. A més la seva filla es casaria amb Marc Claudi Marcel, el fill d'Octàvia (germana d'Octavi August). El pacte va ser afavorit per Antoni, que necessitava pacificar el front sicilià abans d'emprendre una ambiciosa campanya a Pàrtia, però després el tractat no es va complir, ja que Marc Antoni va refusar lliurar Acaia i, per tant, Pompeu no va aturar els atacs als vaixells.

## Batalla
L'any 36 aC Octavi disposava de tres flotes: una pròpia al port de Júlia prop de Baies, la de Marc Antoni (sota comandament de Estatili Taure), a Tarent, i la de Lèpid, a la costa africana. Planejaven atacar Sicília al mateix temps per tres punts diferents, però una tempesta va desbaratar els plans i només la flota de Lèpid va arribar a Sicília i va desembarcar a Lilibèon. Taure va poder tornar a Tàrent, però la flota d'Octavi va quedar en gran part destruïda prop del promontori de Palinur, i les restes de la flota es van haver de quedar a Itàlia.
Sext Pompeu va donar gràcies a Neptú, però va seguir inactiu. Un altre cop, Menes va trair Sext i va tornar al camp d'Octavi. La flota d'aquest, després de reforçar-la i reparar els vaixells damnats, va tornar a sortir cap a Sicília, va derrotar la flota pompeiana a Miles (destruint 30 vaixells de Sext) i finalment va lliurar la batalla decisiva a Nàuloc, entre Miles i el promontori del Pelori. En aquesta batalla, la flota de Sext, sota comandament de Demòcares, i la d'Octavi, dirigida per Marc Vipsani Agripa, amb uns 300 vaixells cadascuna, van lluitar aferrissadament. Agripa va obtenir la victòria derrotant la flota de Sext Pompeu. Agripa venia de l'illa de Hiera, a les Lípares, i la flota de Pompeu era a la vora de Miles; després de la derrota les naus de Pompeu es van refugiar a les boques dels rius de la zona i Agripa va ocupar la ciutat i la de Tíndaris i poc després va tornar a derrotar a la reorganitzada flota de Pompeu en una nova batalla més decisiva entre Miles i Nàuloc.